# 高升镇 (重庆市)
高升镇，是中华人民共和国重庆市大足区下辖的一个乡镇级行政单位。

## 歷史沿革[2]
宣統二年析雙河鄉地置高升鄉，歷民國至今相沿。1958年建公社，1984年改為鄉。1985年轄11村1居委，人口22,426人。2003年並村：並石梯、柏林、白菊3—5組入太和村，白菊7、8組入建設村，白菊1、2、6組和太和5、6組入旭光村，天山鄉之石壩7、8、9組入勝光村。新光、紅光、先進、雙碑4村仍舊，轄8村1居委，境域38平方公里。1993年改鄉為鎮。

## 行政区划
- 高升鄉（11）：旭光村、太和村、柏林村、勝光村、石梯村、紅光村、先進村、白菊村、建設村、雙牌村、新光村

高升镇下辖以下地区：
华升社区、太和村、建设村、旭光村、胜光村、新光村、红光村、先进村和双牌村。